# Mark Strong (kompositör)

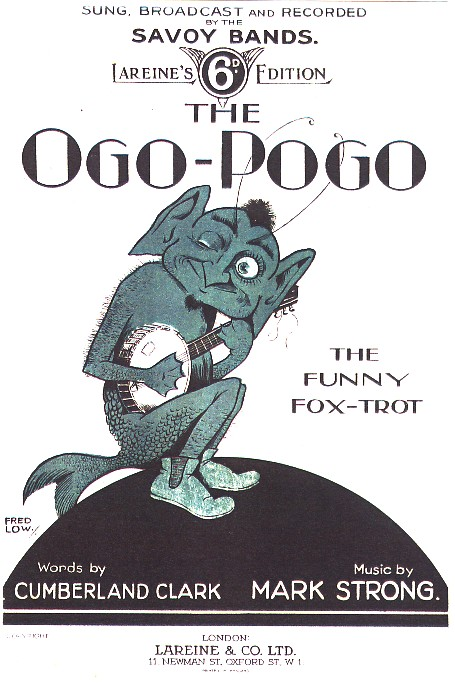
Nothäftet till Strongs och Cumberland Clarks komposition "The Ogo-Pogo".

Mark Strong, födelseår okänt, död 1946, var en engelsk dirigent, kompositör och sångtextförfattare. 
Strong, vars karriär främst omfattade 1900-talets tre första decennier, verkade som dirigent vid olika musikteatrar och komponerade också musiken till hela föreställningar för dessa. Bland hans sådana verk märks The Officer’s Mess (1905) och The Lily of Bermuda (1909).. Det senare verket, ett stycke i två akter beskrivet som "A Colonial Comedy", komponerade Strong i samarbete med Harry M. Wellmon medan texten skrevs av Hinton Jones. Det hade premiär på Theatre Royal i Manchester.
Bland Strongs övriga kompositioner märks "The Ogo-Pogo" (1924) med text av Cumberland Clark. Titeln syftar på ett märkligt fiktivt djur "vars mor var en tvestjärt och vars far var en val" och kom snart att, ursprungligen parodiskt, användas om ett påstått sjöodjur i Okanagan Lake i Kanada, vilket alltjämt är känt som "Ogopogo". Clark och Strong samarbetade även kring valsen "Sweet and Twenty" (1924).
Strong har vidare skrivit "I'm Getting Better Every Day", den sång som i Sverige blev känd som "Bättre och bättre dag för dag".